# 下奇夫利克
下奇夫利克是保加利亞的城鎮，位於該國東部，距離首府瓦爾納40公里，由瓦爾納州負責管轄，海拔高度45米，受大陸性氣候影響，2009年人口6,706。

## 外部連結
- Dolni Chiflik municipality website （保加利亚文）